# Bahnhof Kitami
Der Bahnhof Kitami (jap. 北見駅, Kitami-eki) ist ein Bahnhof auf der japanischen Insel Hokkaidō. Er befindet sich in der Unterpräfektur Okhotsk auf dem Gebiet der Stadt Kitami.

## Verbindungen

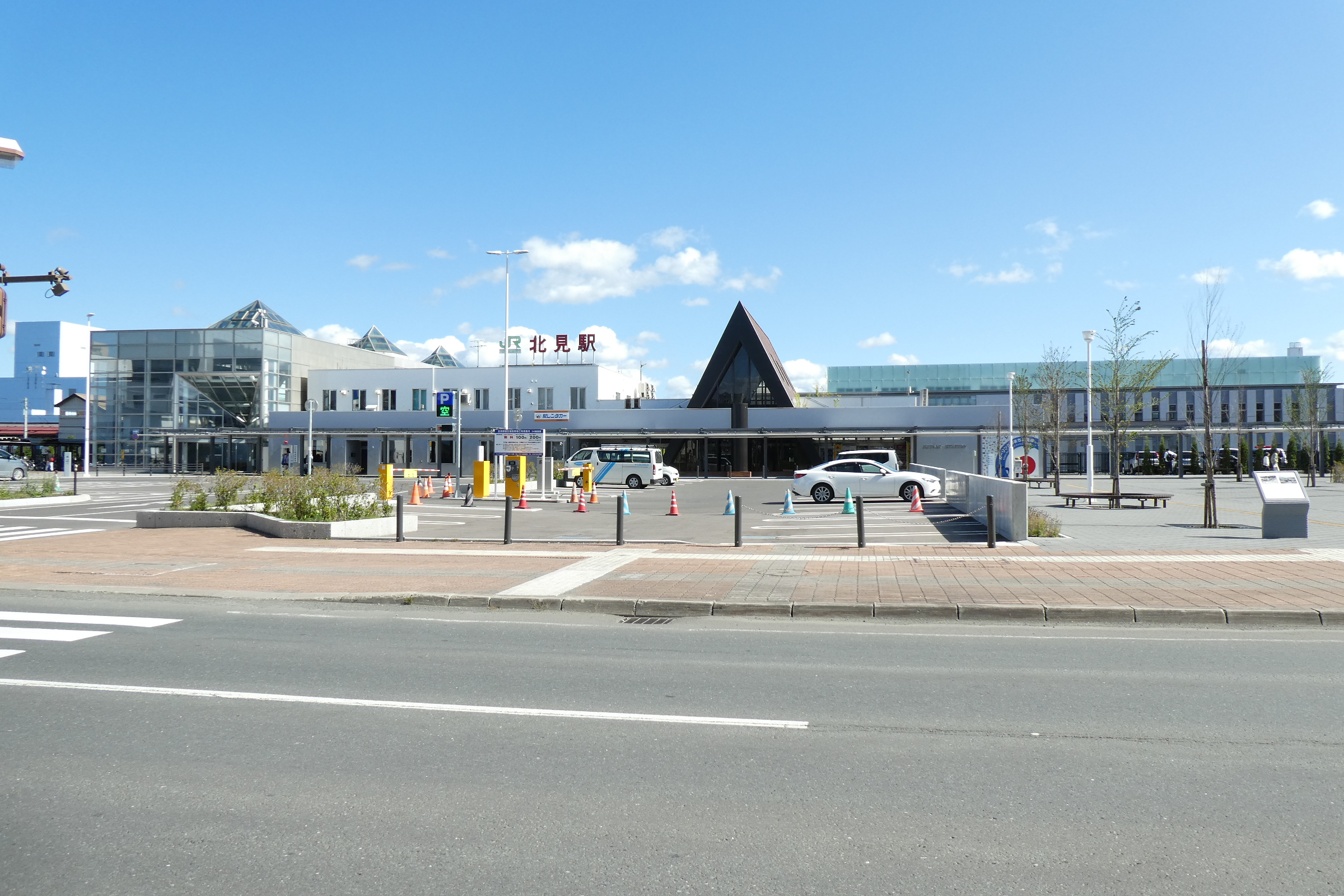
Bahnhof Kitami

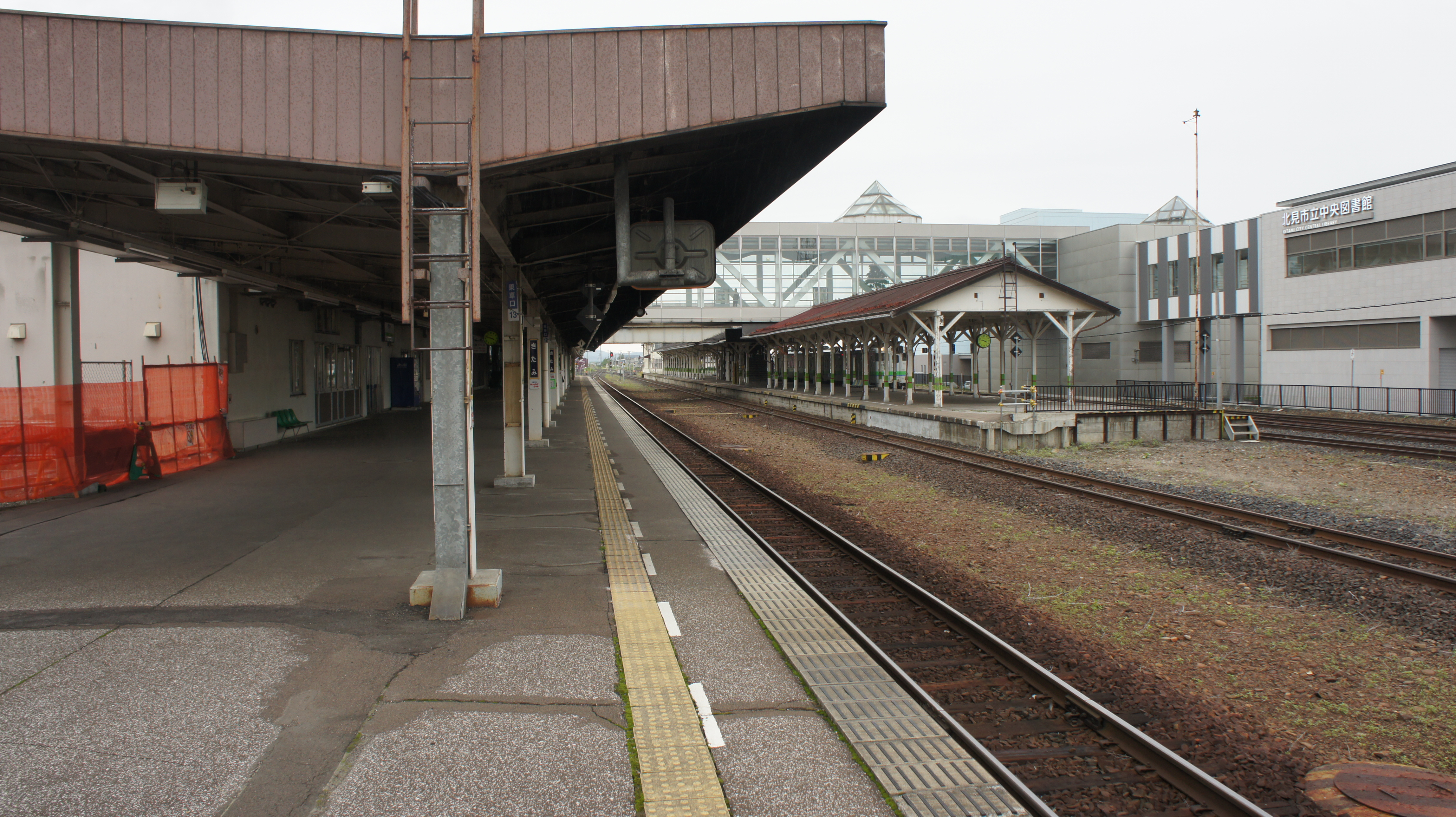
Bahnsteig

Kitami ist ein Zwischenbahnhof und früherer Trennungsbahnhof an der Sekihoku-Hauptlinie. Diese führt von Asahikawa nach Abashiri und wird von der Gesellschaft JR Hokkaido betrieben. Sämtliche hier verkehrenden Züge halten an diesem Bahnhof. Im Fernverkehr verbinden täglich vier Ochotsk-Schnellzugpaare die Präfekturhauptstadt Sapporo mit Asahikawa und Abashiri. Hinzu kommt einmal täglich der Eilzug Kitami von Asahikawa nach Kitami und zurück. Im Nahverkehr gibt es alle zwei bis drei Stunden einen Regionalzug zwischen Engaru und Abashiri.

## Anlage
Der Bahnhof liegt nahe dem Stadtzentrum und ist von Südwesten nach Nordosten ausgerichtet. Er besitzt fünf Gleise, von denen drei dem Personenverkehr dienen. Diese liegen am Hausbahnsteig und an einem überdachten Mittelbahnsteig, der durch eine gedeckte Überführung mit dem Empfangsgebäude an der Nordwestseite der Anlage verbunden ist. Zusätzlich verbindet eine breite Passerelle den westlichen mit dem östlichen Bahnhofsvorplatz. Die Busgesellschaften Hokkaidō Kitami Bus und Tsubetsu Chōei Bus betreiben gemeinsam einen zentralen Busbahnhof. Dieser befindet sich im Erdgeschoss des benachbarten Einkaufs- und Verwaltungszentrums Parabo.
Nordöstlich des Bahnhofs schließt sich ein kleiner, von JR Freight betriebener Containerterminal an. Die eingleisige Anlage dient überwiegend dem Beladen von landwirtschaftlichen Erzeugnissen während der Erntezeit. Südwestlich des Personenbahnhofs steht ein Betriebsbahnhof zum Warten und Abstellen von Zügen; zwei Gleise sind im Freien, drei in einem Depot.

## Geschichte

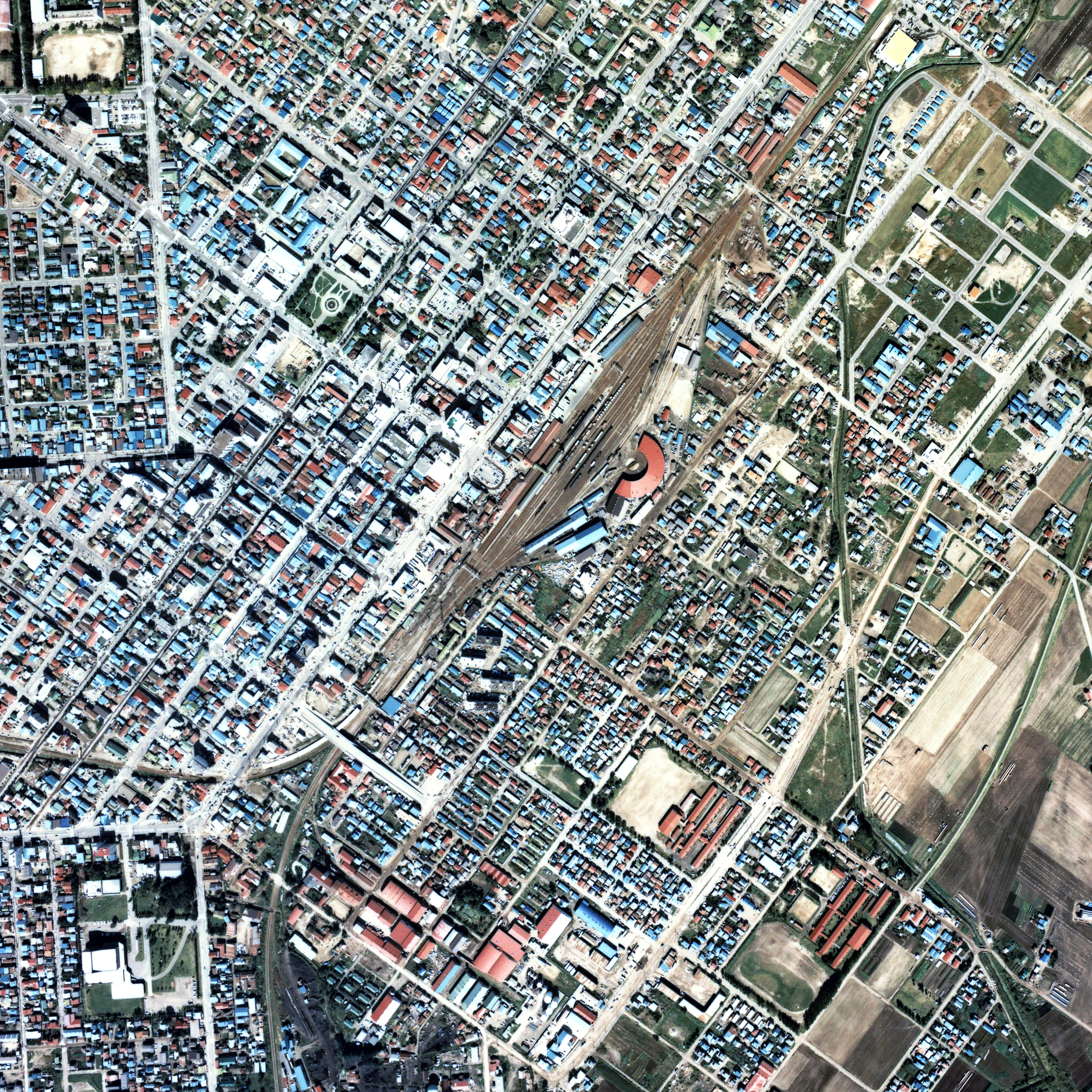
Luftansicht (1977)

Ursprünglich trug der Bahnhof Kitami den Namen Nokkeushi (野付牛). Er wurde am 25. September 1911 eröffnet, als das Eisenbahnamt (das spätere Eisenbahnministerium) ein von Ikeda her kommendes Teilstück der Abashiri-Hauptlinie (網走本線, Abashiri-honsen) eröffnete. Am 5. Oktober 1912 folgte das Teilstück von Nokkeushi nach Abashiri. Am 18. November desselben Jahres erfolgte die Eröffnung des ersten Teilstücks der hier abzweigenden Yūbetsu-Linie (湧別線, Yūbetsu-sen) nach Rubeshibe. Ab 1. Oktober 1932 war die Yūbetsu-Linie ein Teil der Sekihoku-Linie (石北線, Sekihoku-sen).
Das Eisenbahnministerium eröffnete 1933 und 1937 kurze Anschlussstrecken zu einem Schlachthof und einem Getreidesilo. 1940 kam ein weiteres Anschlussgleis zu einer Munitionsfabrik hinzu, die bis zum Ende des Pazifikkriegs in Betrieb war. Am 1. Oktober 1942 erfolgte die Umbenennung des Bahnhofs in Kitami. Die ab 1949 zuständige Japanische Staatsbahn richtete ein Jahr später eine Abstellanlage für Reise- und Güterzüge ein, wozu auch ein Ringlokschuppen gehörte. Die Abashiri-Hauptlinie wurde am 1. April 1961 zweigeteilt: Während der Teil zwischen Kitami und Abashiri zusammen mit der Sekihoku-Linie die neue Sekihoku-Hauptlinie bildete, trug der Teil zwischen Kitami und Ikeda den neuen Namen Chihoku-Linie (池北線, Chihoku-Linie).
1983 baute die Staatsbahn ein neues Empfangsgebäude. Am 1. November 1986 stellte sie aus Kostengründen die Gepäckaufgabe ein und ersetzte den bisherigen Güterumschlag durch einen Containerterminal. Im Rahmen der Staatsbahnprivatisierung ging der Bahnhof am 1. April 1987 in den Besitz der neuen Gesellschaft JR Hokkaido über, während JR Freight den Güterverkehr übernahm. JR Hokkaido plante die Stilllegung der Chihoku-Linie, übertrug sie aber am 4. Juni 1989 an die Hokkaidō Chihoku Kōgen Tetsudō, eine von regionalen Gebietskörperschaften getragene Gesellschaft. Die Chihoku-Linie erhielt dabei die neue Bezeichnung Furusato-Ginga-Linie. Der neuen Besitzerin gelang es jedoch nicht, die Linie rentabel zu betreiben, sodass sie am 21. April 2006 endgültig stillgelegt werden musste. Seither wird der Bahnhof Kitami nur noch von der Sekihoku-Hauptlinie erschlossen.